# Apátvarasd
Apátvarasd (em alemão:   Warasch; em croata:   Varažda) é uma vila da Hungria, situada no condado de Baranya. Tem 8,14 km² de área e sua população em 2019 foi estimada em 112 habitantes.